# メートル・デュ・タン
メートル・デュ・タン（Maîtresdu Temps）は、2005年にスイスのラ・ショー＝ド＝フォンに設立された時計メーカーである。クリスト・フクラレット、ロジェ・デュブイ、ピーター・スピークマリンが開発した時計である「チャプターワン」は2008年にジュネーヴで発売された。